# معسكر بوارو

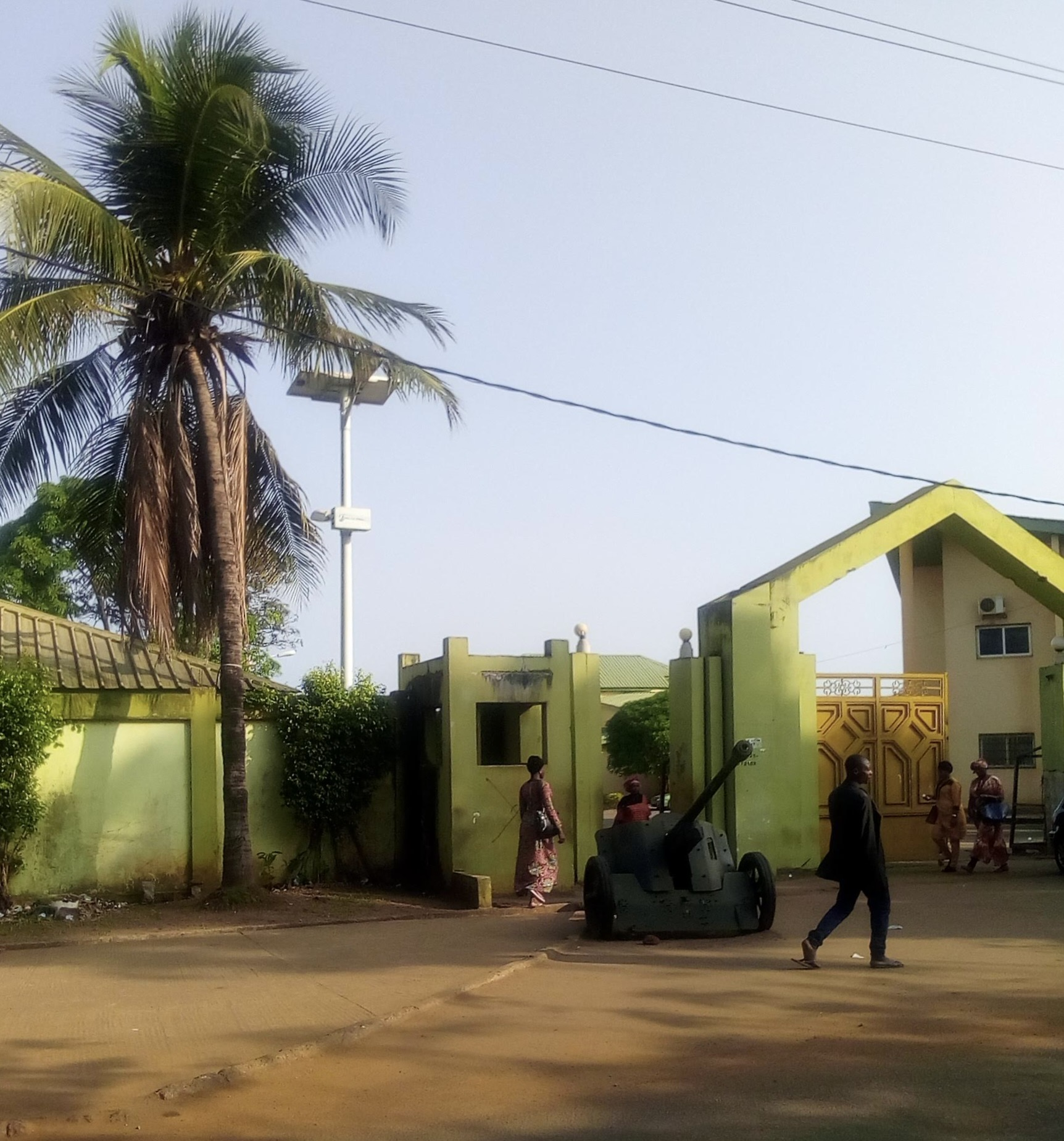

معسكر بوارو أو معسكر مامادو بوارو (1960-1984)، معسكر اعتقال في مدينة كوناكري عاصمة غينيا. تحت حكم الرئيس أحمد سيكو توري، تم اعتقال الآلاف من معارضيه السياسيين في المعسكر. يقدر عدد الذين أُعدموا أو ماتوا تحت التعذيب أو المجاعة في المخيم بنحو 5,000 شخص، بينما تقول تقديرات أخرى إن عدد الضحايا كان عشرة أضعاف ذلك، أي نحو 50,000 ضحية.

## السنوات الأولى
تولى سيكو توري رئاسة غينيا بعد حصولها على الاستقلال من فرنسا في عام 1958. خلال السنوات اللاحقة، أصبح نظامه قمعيًا بشكل متدرج، وبدأ يلاحق ويعاقب القادة المعارضين له والمنشقين عن حزب غينيا الديمقراطي (الحزب الحاكم في تلك الفترة).
يقع المعسكر في مركز مدينة كوناكري، وكان يطلق عليه اسم معسكر كاميان، فقد كان يضم الحرس الجمهوري خلال الاستعمار الفرنسي. تم إنشاء مبنى السجن السياسي في المعسكر بمساعدة من حكومة تشيكوسلوفاكيا. في عام 1961، أمر القائد بتصغير حجم النوافذ لكي تناسب غرف السجون. كما أُطلق على المعسكر اسم جديد ليصبح معسكر مامادو بوارو في عام 1969، وذلك على شرف أحد مفوضي الشرطة الذي أُلقِي من طائرة مروحية كان ينقل فيها أسرى من لابي إلى كوناكري.
استُخدم المعسكر للتخلص من معارضي توري. في عام 1968، تم استدعاء «أشقر معروف»، وهو ممثل وسفير غينيا السابق إلى الأمم المتحدة، ليعود إلى غينيا حيث اعتُقل وسُجِن في معسكر بوارو، ثم استرد حريته لمدة قصيرة أثناء محاولة الانقلاب عام 1970، ثم مات نتيجة طلق ناري في 26 يناير عام 1971، ولم تعلم عائلته بذلك حتى عام 1985. تم كشف ما دُعي باسم «مؤامرة لابي» الهادفة إلى الانقلاب على نظام توري في فبراير عام 1969 وربطها بالإمبريالية الفرنسية. استغل توري محاولة الانقلاب هذه لتطهير جيشه وأعدم 13 شخصًا على الأقل. تم اعتقال ما بلغ عدده 87 شخصًا واحتجازهم في المعسكر. اثنان منهم، هما موكتار ديالو وناموري كيتا، ماتا جرّاء التجفاف والجوع الشديد بعد اعتقالهما بعدة أيام فقط. كما تم اعتقال فوديبا كيتا، وزير الدفاع السابق، بتهمة التواطؤ في مؤامرة لابي، وبعد تعريضه للمجاعة؛ قُتِل بإطلاق النار في 27 مايو 1969.

## آثار محاولة انقلاب عام 1970
في 21 نوفمبر 1970، قامت القوى المسلحة البرتغالية (الموجودة في غينيا البرتغالية)، بمساعدة من المعارضين في غينيا، بتنفيذ عملية البحر الأخضر، وهي مداهمة برمائية لمدينة كوناكري كانت تهدف إلى تحقيق عدة أهداف سياسية وعسكرية، من ضمنها تحرير مساجين الحرب البرتغاليين والإطاحة بنظام توري. سيطرت القوى على معسكر بوارو وحررت المساجين، ولكن قائد المعسكر «سياكا توري» تمكن من الاختباء، بينما أُلقي القبض على وزير الدفاع الجنرال «لانسانا دياني» الذي هرب لاحقًا وطلب اللجوء لدى سفير الجزائر. انتهت محاولة الانقلاب بالفشل، وعقب ذلك تعرض العديد من معارضي النظام للاعتقال والاحتجاز ضمن معسكر بوارو. في 23 ديسمبر 1970، تم اعتقال أسقف كوناكري «ريموند- ماري تشيديمبو»، ويبدو أنه اضطر للاعتراف تحت التعذيب. لاحقًا، نشر تشيديمبو كتابًا يتحدث فيه عن قصة بقائه في المعسكر لمدة 8 سنوات و8 أشهر. كما تعرض «ألاسان ديوب» السنغاليّ الأصل ووزير الإعلام السابق، للاعتقال ومكث في المعسكر مدة 10 سنوات، ثم عاد إلى السنغال بعد إطلاق سراحه.
كان يتم إطعام المساجين بكميات قليلة جدًا، تتجلى في كسرة خبز بحجم علبة كبريت في الصباح، ومغرفة من الرز المطبوخ في مياه قذرة في المساء. لم يتم تقديم أي لحم ما عدا الأيام التي يوزع فيها توري بعض التضحيات. بدءًا من يناير 1971، تشكلت لجنة ثورية بغرض استجواب المساجين، وترأسها «إسماعيل توري»، وهو وزير الاقتصاد والأخ غير الشقيق لسيكو توري. وُضِع بعض المساجين تحت «الحمية السوداء»، والتي كانت تعني منعهم عن الطعام أو الشراب حتى يموتوا.كان بمقدور المساجين التعبير عن شجاعتهم فقط من خلال رفضهم الاعتراف خلال جلسات التعذيب، ورفضهم الاستجداء من أجل الطعام أثناء الحمية السوداء.
في 25 يناير 1971، تم إعدام «لوفو كامارا» وزيرة الدولة للشؤون الاجتماعية الخارجية السابقة، وهي المرأة الوحيدة التي قُتلت في ذلك الوقت. وفقًا لـ «الحج إبراهيم الديّان» الذي كان سجينًا لعدة سنوات، فمنذ يونيو عام 1972 حتى أغسطس 1973، كان يتم إخراج 4 جثث على الأقل من الزنزانات كل يوم، ودفنها في مقابر جماعية في الفناء الخلفي للسجن.
في عام 1975، وافقت فرنسا على إعادة العلاقات الدبلوماسية مع غينيا بعد إطلاق سراح أسرى فرنسيين من المعسكر، ما خفف بعض الضغط على توري. ومُنِع كتاب سجن أفريقيا لجان-بول ألاتا، أحد الناجين من المعسكر، من النشر في فرنسا واضطر لطباعته في بلجيكا. استمرت الاعتقالات في السنوات اللاحقة. كان «ديالو تللي» سياسيًا مشهورًا وفيًا للنظام والأمين العام السابق لمنظمة الوحدة الأفريقية. عاد «تللي» إلى غينيا عام 1972 وعُيّن وزيرًا للعدل.
في 18 يوليو 1976، تم القبض على «تللي» في منزله واحتجازه في معسكر بوارو. في فبراير 1977، مات خمسة مساجين بارزين بسبب الحمية السوداء، وهم: ديالو تللي، والوزيران السابقان «باري ألفا عمر» و«درامي عليوني»، وضابطا الجيش «ديالو الحسن» و«كوايت لاميني». وخلال الأشهر الخمسة التالية، مات المزيد من الأشخاص بسبب المجاعة.
استمرت عمليات القتل والاعتقالات. ففي أغسطس 1979، عاد «باه مامادو»، وهو أحد المنفيين من لابي والذي كان يقيم في فرنسا، إلى غينيا بغرض زيارة عائلته. وبعد دخوله البلاد من السنغال، أُلقي القبض على ركاب سيارته جميعًا وسُجنوا في معسكر بوارو. وخلال شهر، مات ثمانية من الركاب –كلهم ما عدا باه مامادو نفسه- جراء الحمية السوداء.
في سبتمبر 1983، أعلنت الحكومة أنها كشفت الغطاء عن مؤامرة تهدف إلى تخريب اجتماع لمنظمة الوحدة الأفريقية الذي كان من المخطط إجراؤه في كوناكري في السنة اللاحقة، ونتيجةً لذلك تم سجن 81 شخصًا في معسكر بوارو.

## الإرث
بعد موت سيكو توري عام 1984، استلم الجيش زمام السلطة وأطلق سراح العديد من الأسرى السياسيين في معسكر بوارو. كما سجن عديدًا من قادة النظام السابق وأعدمهم لاحقًا.
في السنوات اللاحقة، تم إنشاء جمعية ضحايا معسكر بوارو، والتي عملت لسنوات عديدة من أجل الحفاظ على ذكرى ما حصل. في 27 أغسطس 1991، أصدر مجلس الوزراء بيانًا رسميًا من أجل إعادة ترميم المعسكر وبناء نصب تذكاري لجميع الضحايا فيه، ولكن لم يتم إجراء أي فعل لاحق، ومُنعَت الجمعية من إنشاء متحف في موقع المعسكر السابق. في مقابلة عام 2007، صرّح «بوبو دينغ» أحد كبار المسؤولين السابقين في حكومة توري؛ أنه كان هناك 117 حالة وفاة في المعسكر فقط. ثم في عام 2009، التقى الرئيس المؤقت «موسى داديس كامارا» بأعضاء من الجمعية، وفي تلك السنة، بدأت أعمال الهدم لمباني المعسكر ولكن لم يكن معروفًا ما إذا كان سيتم إنشاء نصب تذكاري أم لا. وبدءًا من عام 2010، لم يعد هناك لجنة تحقيق، وأصبحت كل الوثائق المتعلقة بالمعسكر غير متاحة أو تم التخلص منها.